# Al Ernest Garcia
Al Ernest Garcia (11 mars 1887, San Francisco, Californie - 4 septembre 1938, Los Angeles, Californie) est un acteur américain de la période du cinéma muet. Il joua dans les films de Charlie Chaplin, notamment Le Cirque.

## Filmographie

### Années 1910
- 1911 : An Evil Power, de Francis Boggs
- 1911 : Old Billy, de Francis Boggs
- 1911 : Shipwrecked, de Francis Boggs
- 1911 : How Algy Captured a Wild Man, de Francis Boggs
- 1911 : The Regeneration of Apache Kid, de Francis Boggs
- 1911 : Their Only Son, de Francis Boggs
- 1911 : Slick's Romance, de Francis Boggs
- 1911 : Told in the Sierras, de Francis Boggs
- 1911 : The Herders, de Francis Boggs
- 1911] : The Still Alarm, de Francis Boggs
- 1911 : The Code of Honor
- 1912 : Our Lady of the Pearls
- 1912 : The Pity of It, de Colin Campbell
- 1912 : The Girl of the Mountains
- 1912 : Saved by Fire : Harden Stone
- 1912 : Her Educator, de Lem B. Parker
- 1912 : Monte Cristo, de Colin Campbell : Fernand
- 1912 : An Assisted Elopement, de Colin Campbell
- 1912 : The Great Drought, de Colin Campbell
- 1912 : The Pirate's Daughter
- 1912 : The Substitute Model, de Hobart Bosworth
- 1912 : The Indelible Stain, de Colin Campbell]
- 1912 : The Little Indian Martyr, de Colin Campbell
- 1912 : Goody Goody Jones, de Frank Montgomery
- 1912 : A Messenger to Kearney : Palo Vasquez
- 1912 : The Vow of Ysobel, de Fred Huntley
- 1912 : A Reconstructed Rebel, de Colin Campbell
- 1912 : A Humble Hero de Frank Montgomery
- 1912 : The Lost Hat de Frank Montgomery
- 1912 : The Hand of Fate
- 1912 : The End of the Romance, de Frank Montgomery
- 1912 : The Ones Who Suffer, de Colin Campbell
- 1912 : The 'Epidemic' in Paradise Gulch
- 1912 : Bounder, de Colin Campbell
- 1912 : The Danites, de Francis Boggs
- 1912 : Disillusioned, de Hobart Bosworth
- 1912 : The Test
- 1912 : The Bandit's Mask, de Frank Montgomery
- 1912 : Merely a Millionaire
- 1912 : Saved by Fire de Lem B. Parker
- 1912 : Getting Atmosphere, de Hobart Bosworth
- 1912 : The Secret Wedding
- 1912 : The Cowboy's Adopted Child, de Frank Montgomery
- 1913 : The Big Horn Massacre
- 1913 : In the Midst of the Jungle
- 1913 : An Actor's Romance
- 1913 : The Mansion of Misery de Lem B. Parker
- 1913 : The Reformation of Dad
- 1913 : A Western Romance
- 1913 : The Fighting Lieutenant, de E.A. Martin
- 1913 : Woman: Past and Present, de Lem B. Parker : Le Temps
- 1913 : The Stolen Melody, de Lem B. Parker : Richard Davidge
- [1913 : Lieutenant Jones, de Lem B. Parker
- 1913 : The Tie of the Blood de Lem B. Parker : Mathews, un métis
- 1913 : With Love's Eyes de Lem B. Parker : Dunwood, un artiste
- 1913 : The Burglar Who Robbed Death de Lem B. Parker : Mr. Harrison
- 1913 : Margarita and the Mission Funds de Lem B. Parker : Ramon, un hors la loi
- 1913 : The Spanish Parrot Girl, de Lem B. Parker : Jose Raneros
- 1913 : Yankee Doodle Dixie
- 1913 : The Artist and the Brute, de Henry MacRae
- 1913 : A Black Hand Elopement
- 1914 : Rose of the Rancho
- 1914 : Kate Waters of the Secret Service
- 1914 : The Valley of the Moon : Bart
- 1915 : The Law at Silver Camp
- 1915 : Her Atonement : John De Forrest
- 1915 : Gangsters of the Hills
- 1915 : Under Two Flags
- 1915 : The Unafraid : Joseph
- 1915 : The Country Boy : Jimmy Michaelson
- 1915 : After Five
- 1915 : Young Romance (en) de George Melford : Spagnoli
- 1916 : The Greater Power
- 1916 : Clouds in Sunshine Valley
- 1917 : Sunlight's Last Raid : Pedro
- 1917 : The Purple Scar
- 1917 : The Single Code : Rodman Wray
- 1918 : A Gentleman's Agreement : Directeur de la mine
- 1918 : Baree, Son of Kazan : 'Bush' McTaggart
- 1918 : Restitution : Lucifer et Satan
- 1919 : The Counterfeit Trail
- 1919 : L'Étreinte de la pieuvre (Trail of the Octopus) de Duke Worne
- 1919 : Un type à la hauteur (Six Feet Four) d'Henry King : Ben Broderick
- 1919 : The Lamb and the Lion : Red Baxter

### Années 1920
- 1920 : Skyfire : Pierre Piquet
- 1920 : The Golden Trail : Jean le métis
- 1921 : Charlot et le Masque de fer (the Idle Class), de Charlie Chaplin : Flic au parc et invité
- 1921 : Reputation
- 1922 : The Three Buckaroos (en) : Card Ritchie
- 1922 : Jour de paye : Compagnon de beuverie et policier
- 1925 : La Ruée vers l'or (The Gold Rush), de Charlie Chaplin : Prospecteur
- 1925 : The Power God : Weston Dore
- 1928 : Le Cirque (The Circus), de Charlie Chaplin : Le propriétaire du cirque
- 1929 : Morgan's Last Raid : Morgan

### Années 1930
- 1931 : Models and Wives
- 1931 : The Deceiver (en) : Payne
- 1931 : The Cisco Kid
- 1931 : La Gran jornada : Flack
- 1931 : Les Lumières de la ville (City Lights), de Charlie Chaplin : Le valet de l'excentrique millionnaire
- 1932 : Voyage sans retour (One Way Passage) : Propriétaire de l'Honolulu Cigar Store
- 1932 : The Gay Caballero, d'Alfred L. Werker
- 1932 : South of Santa Fe (en) : Capitaine Felipe Mendezez Gonzales Rodrigues
- 1932 : Marido y mujer : Dr Burgess
- 1933 : Under the Tonto Rim
- 1933 : The California Trail (en) : Sergent Florez
- 1936 : Le Joyeux Bandit (The Gay Desperado), de Rouben Mamoulian : Capitaine de police
- 1936 : Les Temps modernes (Modern Times), de Charlie Chaplin : Président de la Electro Steel Corp.
- 1937 : Blossoms on Broadway
- 1937 : I'll Take Romance : Garcia
- 1937 : The Last Train from Madrid : Troisième réceptionniste de l'hôtel
- 1938 : In Old Mexico (en) d'Edward D. Venturini : Don Carlos Gonzales
- 1938 : Blocus